# Deborah Mailman
Deborah Mailman est une actrice australienne aborigène, née le 14 juillet 1972 à Mount Isa (Queensland).
Elle a été révélée par la série télévisée australienne Nos vies secrètes (The Secret Life of Us), dont elle tenait l'un des rôles principaux entre 2001 et 2006.

## Filmographie

### Cinéma
- 2001 : Cercle intime (The Monkey's Mask) de Samantha Lang : Lou
- 2002 : Le Chemin de la liberté (Rabbit-Proof Fence) de Phillip Noyce : Mavis
- 2012 : Les Saphirs (The Sapphires) de Wayne Blair : Gail McCrae
- 2012 : Mental de Paul John Hogan : Sandra
- 2014 : Paper Planes de Robert Connolly : Maureen
- 2020 : 2067 de Seth Larney : Regina Jackson
- 2023 : The New Boy de Warwick Thornton : Sister Mum

### Télévision
- 2001-2006 :  Nos vies secrètes (The Secret Life of Us) – Kelly Lewis
- 2016 : Wolf Creek – Bernadette
- 2015 : Cleverman (série télévisée)
- 2018 : Mystery Road – Kerry Thompson
- 2019-2024 : Total Control (saisons 1 et 2) – Alexandra Irving
- 2024 : Le Garçon et l'Univers –  Poppy Birkbeck

## Distinctions

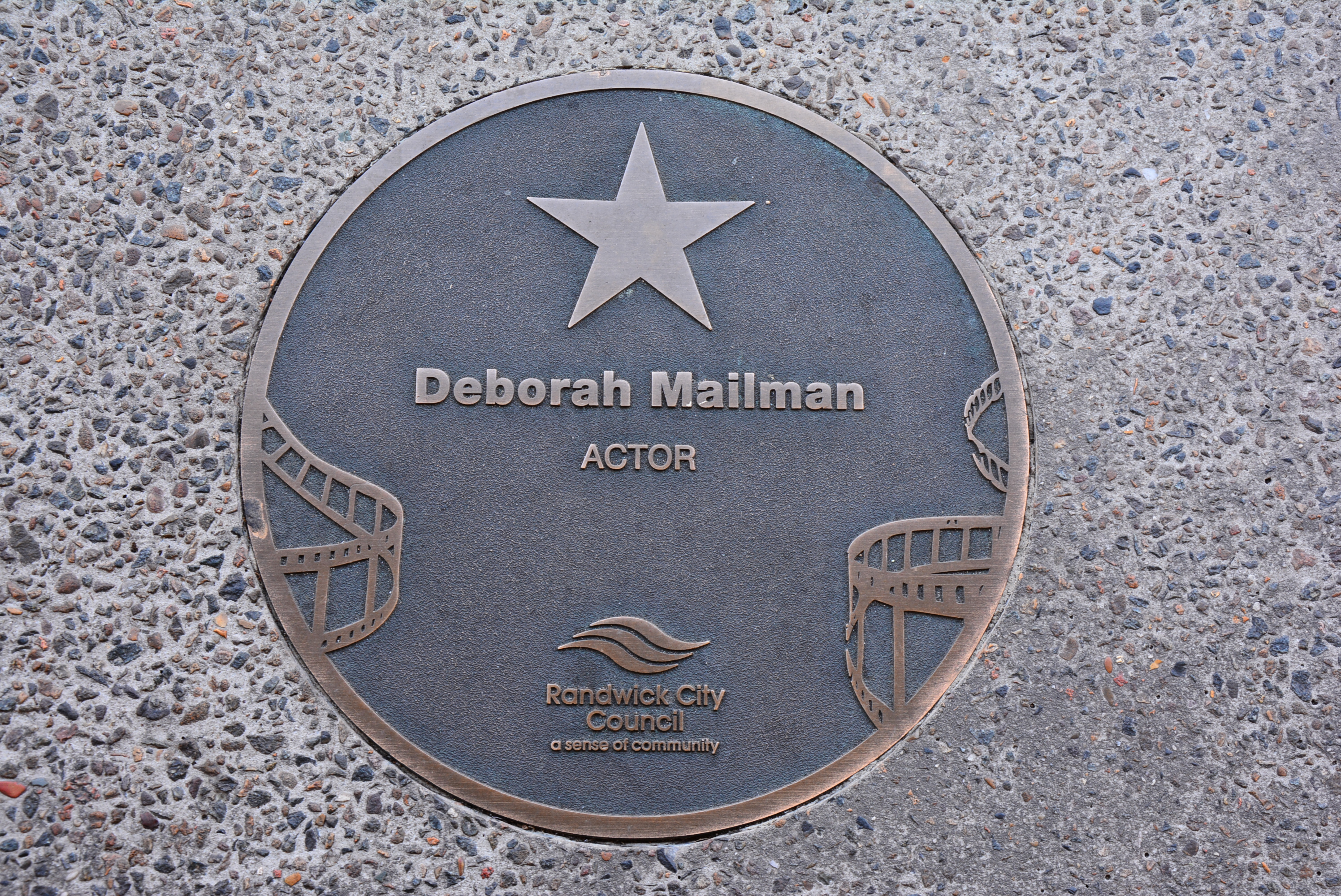
Étoile sur l'Australian Film Walk of Fame à Sydney.

- 2013 : Meilleure actrice au Australian Academy of Cinema and Television Arts Awards pour Les Saphirs